# Rode Fort (Delhi)
Het Rode Fort van Delhi of Lal Qila (Hindi) is een ommuurd paleis uit de 17e eeuw in Shahjahanabad, in Delhi. Het Rode Fort ligt aan de rivier de Yamuna. Het is een van de bekendste bezienswaardigheden in Delhi, en maakt samen met het naastliggende, oudere fort Salimgarh deel uit van de Werelderfgoedlijst van UNESCO als het Rode Fortcomplex. Het is ook de plaats waar de minister-president van India elke 15 augustus een toespraak houdt, op de dag dat India onafhankelijk werd van Groot-Brittannië.
Het fort werd als paleis gebouwd door de Mogolse keizer Shah Jahan (1592-1666). Het ontleent zijn naam aan de rode zandstenen muren die het paleis omsluiten. De private vertrekken bestaan uit een reeks van paviljoenen die onderling door een kanaal (Nahr-i-Behisht) zijn verbonden.
Het fort heeft twee monumentale poorten: de Delhi-poort en de Lahori-poort. Andere bekende gebouwen zijn de audiëntiezalen van de keizer: de Diwan-i-Am en de Diwan-i-Khas. 